# ジミー・サヴィル

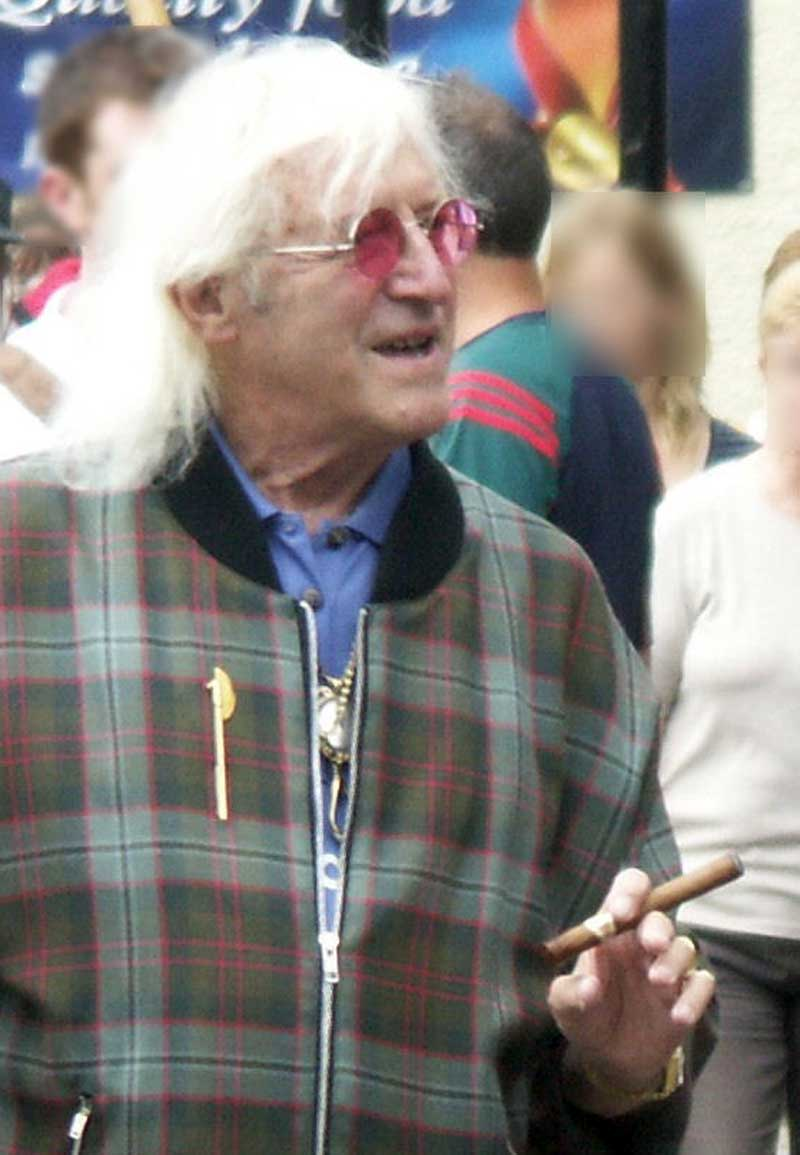
2006年のサヴィル

サー・ジェームズ・ウィルソン・ヴィンセント・サヴィル（Sir James Wilson Vincent Savile [ˈsævɪl], 1926年10月31日 - 2011年10月29日）は、イギリスの元テレビ司会者、DJである。音楽番組や子供番組の司会者という表の顔を利用して、未成年者への性的虐待を繰り返していたことが死後に発覚した。「イギリス史上最も多くの罪を重ねた性犯罪者の一人」 ("one of the UK's most prolific sexual predators") と評されている。
被害者は主に13歳から15歳の未成年の少女で、中には少年も含まれる。被害者の年齢は5歳（2歳とも）から75歳に及び、総数は500人以上とされる。

## 来歴
1926年10月31日にリーズに生まれる。無名時代は炭鉱労働者やプロレスラーを経て、ダンスホールのDJとして働きながら「ラジオ・ルクセンブルク」のDJとしても活動。1960年にテレビ番組「Young at Heart」の司会者として抜擢される。
1964年から42年にわたって放映されたBBCの長寿音楽番組「トップ・オブ・ザ・ポップス」の初代司会者でありつつ、それに加えて憧れの有名人たちとの面会など少年少女の視聴者たちの夢を叶える企画を実施するBBCの代表的な子供向け番組「ジムにおまかせ」の司会も行っていた。 
キューバ製の葉巻、金の宝飾品、トレーニング・ウェア、独特な髪型、サングラスといった個性的なファッションで知られた。慈善活動に熱心で、パラリンピック発祥の地として有名なストーク・マンデヴィルや地元の病院などでのボランティア活動、及びこれらの病院の運営資金として何百万ポンドもの寄付金集めなどを行った。イギリス北部リーズの総合診療所や同南東部ストーク・マンデヴィル病院、ブロードモア精神病院などを拠点とし、宿泊用の部屋や執務室を与えられており、その鍵も持っていた。また、地元警察と親しい関係を作り上げていた。
イギリス王室のメンバーとも親交があり、チャールズ皇太子はパブリック・リレーションズのアドバイスを求めて長年文通しており、サヴィルは慈善活動の功績が評価され、1971年には大英勲章4位、90年にはナイト爵が叙された。「バッキンガム宮殿がサヴィルと良好な関係を持っているなら問題ない」と、当時のマーガレット・サッチャー首相はサヴィルを社会のロールモデルとして首相官邸に招待し、その実行力を称賛した。こうして彼は社会的に「無敵の存在」になり、国宝級の人物とみなされていた。
彼の長年に渡る強姦や性的虐待について、警察は何度か端緒をつかんでいたが、生前に逮捕されることはなかった。
2011年10月29日、84歳で死去した。

## 性的虐待事件
サヴィルの死後、当時未成年だった複数の女性がサヴィルから性的被害を受けたと証言しはじめ、その後の警察の捜査（オペレーション・ユーツリー等）や独立調査委員会の調査で、サヴィルがBBCの楽屋にて彼の番組に出演する少年少女に性的暴行を加えていたことが判明した。被害者72人のうち強姦被害者が8人、強姦未遂の被害者が1人で、最年少の被害者は当時8歳だったという。
また、サヴィルがボランティアスタッフとして勤務していた国営病院施設で患者や職員に同様の性暴力を働いていた事が判明し、2015年2月までに発表された44の病院や医療組織での調査で、5歳から75歳まで数百人の被害者がいることがわかった。サヴィルは性暴行だけでなく、死体の義眼を取って指輪を作ったり、霊安室にて死体性愛を行っていたことも判明した。各病院の報告を検証した元法廷弁護士ケイト・ランパードは、「病院への自由なアクセスを与えたことが、50年近くにわたり性加害行為を働く結果を招いた」と述べている。
当時サヴィルによる児童性的虐待を知っていた者も、彼の知名度の高さや病院が巨額の支援を受けていたことなどから沈黙していた。また、被害を信じてもらえない経験をした人や、何をされたのか理解できず後年になって性的虐待を受けたと気付く被害者もいた。

### BBCの問題と検証
BBCは、2011年からサヴィルの性加害について報道番組「Newsnight」（ニュースナイト）で調査を開始したが、放送直前に突然放送を取りやめた。そのため番組の協力者だった人物は、BBCのライバル局である民放のITVに内容を持ち込み、2012年10月3日にITVがサヴィルの性加害を告発する「Exposure: The Other Side of Jimmy Savile」を放送した。
BBCはITVの告発番組を根拠がないとして非難まで行ったが、番組の反響は大きく被害者が次々に声を上げ始めロンドン警視庁が捜査に着手。2012年10月にイギリス警察がサヴィルによる性的虐待疑惑（主に児童性的虐待）に関するオペレーション・ユーツリー（イチイの木作戦）を開始し、この3日後にBBCは第三者による検証を始めると発表した。
次の2点について検証が行われた。
1. 「ニュースナイト」の放送見送りの経緯と、問題発覚後のBBCの対応を検証。検証は、24時間ニュースチャンネル「スカイニュース」のトップだったニック・ポラード（Nick Pollard）が率いた。[13]
2. なぜサヴィルの行為が明るみに出なかったのか、彼が活動していた当時のBBCの組織文化などを検証。検証は、控訴院の元判事ジャネット・スミス（Dame Janet Smith）が率いており（ジャネット・スミスによる報告（英語版））、650万ポンド（約11億7,000万円。補償費用を除く）の費用をかけた。[13][14]

第1の調査を指揮したポラードは、2012年12月19日に、本文185ページ、付録として公開された資料を含めると約1000ページに上る、ポラード報告（Pollard Review）を発表した。ポラードは関係者に、サヴィルの死去後1年間のメールやメモ、インタビューの起こし、スケジュールなどの資料をすべて提出させ、また、BBCのシステム上に記録されている3万点の文書をキーワード検索で1万点に絞り、弁護士事務所と共に分析を行い、その上で関係者19人から聞き取りを行い、膨大なエビデンスを基に次の結論を出した。
1. サヴィルの性加害についての放送見送りに組織的な圧力はない
2. 問題が発覚した後の対応には問題が多く、BBCの幹部の指導力不足は深刻

ポラードは、BBCの記者の取材は正しく番組にも正しい証拠を示していたが、「ニュースナイト」の編集責任者は調査の中核であるインタビューを見ておらず、メモも読まなかったと指摘して批判し、編集責任者は放送中止を決めた時点でも60-70％以上証言は正しいだろうと思っていたが、過去に警察が調査したが証拠不十分で捜査が中止となっていたことを知り、「自己検閲」に陥り放送を見送ったとみなしている。また、音楽やイベント関連部局の幹部がサヴィルの追悼番組についてやりとりしたメールの「ジムの闇の顔（dark side）を考えると死去してすぐに、正直な番組を作るのは不可能だ」「訃報を用意しなかったのは、闇の部分があるからだと思うが、（サヴィルには）言及するのが難しい一面もあるから、テレビでのキャリアだけに焦点を当てるのがいいだろう」といった文面からは、一部の幹部は彼の犯罪を認識していたことがうかがえる。
最終的にBBCはサヴィルによる性的暴力を隠蔽していたことを認め、信頼が大きく揺らぐ結果となった。
ジャーナリストのモビーン・アザーは、「サヴィルとバッキンガム宮殿、BBCは邪悪な三角関係にあった。」と述べており、イギリス王室、BBCとの関係が、悪行の隠蔽に寄与していたとみている。またパンク・ロッカーのジョン・ライドンは当時からこの噂を耳にしており、1978年に出演したBBCのラジオ番組でのインタビュー中にそのことを指摘し発言したところBBCから出入禁止処分になったと語っている。

### 正式な刑事捜査「オペレーション・ユーツリー」

『Giving Victims a Voice』より、地域別の被害者の主要な場所を示した地図

2012年10月にイギリス警察は、メトロポリタン警察の主導で、サヴィルによる性的虐待疑惑（主に児童性的虐待）に関するオペレーション・ユーツリー（イチイの木作戦）を開始した。これは評価期間を経て、サヴィルだけでなく、特に他の著名人をはじめとする存命中の人物への捜査も含む正式な犯罪捜査となった。
オペレーション・ユーツリーの調査報告書は、BBCの第三者による検証「ポラード報告」の1か月後の2013年1月に『Giving Victims a Voice』（被害者たちに発言の場を与える）として出版され、以降もサヴィルと繋がる数人の人物の捜査として継続された。2015年10月までに、オペレーション・ユーツリーによって19人が逮捕され、そのうち7人が有罪判決を受けた。
オペレーション・ユーツリーは性犯罪の報告件数の増加につながったといわれる。

### 損害賠償
サヴィルの遺産は、約430万ポンド(約8億円)の価値があるとみられ、遺言執行者であるナットウエスト銀行によって凍結された。さまざまな費用が請求された後、残りの約330万ポンドほどは、被害者への補償や別の団体（BBCや国民保健サービスなど）に対して請求権のない損害賠償として利用された。
被害者への損害賠償は、すべての当事者に対して合計で最大6万ポンドの請求に制限され、この補償制度は2014年に裁判所によって承認された。もっともこの補償額については、被害の程度・期間・被害後の症状によっては充分な額とは言えず、有識者によって議論が行われている。

### 名誉剥奪
性的虐待の申し立てを受けて、サヴィルの名誉のほとんどが剥奪された。
- 大英帝国勲章（OBE、1972年受勲）やナイト爵位（1990年受爵）は保有者の死亡とともに失効し、死後に取り消すことはできない[20]。
- 大聖グレゴリウス勲章（司令官、1990年受勲）も、死亡時点で失効しており死後剥奪はできない[21]。
- 彼が司会を務める「トップ・オブ・ザ・ポップス」のエピソードは再放送されない。

### 以後の児童性的虐待・性犯罪の捜査への影響
警察のこれまでの怠慢に対する国民の怒りは激しく、ロンドン警視庁は特設ウェブサイトと電話のホットラインを開設した。この一件以降、イギリスでは老年期に入った有名人たちの過去の児童性的虐待疑惑が次々と浮上。エンターテイナーのロルフ・ハリスが8歳から19歳までの複数の少女（犯行当時）に対する13件の強制わいせつ容疑で逮捕され、有罪判決を受けたのをはじめとして、グラム・ロッカーで過去にも児童ポルノの所持・児童への性虐待で有罪判決を受けていたゲイリー・グリッターといった大物芸能人が次々と逮捕された。
警察が歴史的な性的虐待事件の捜査に強く力を入れたことで、虚偽の訴えを信じた誤認逮捕・冤罪も起こり、誤って捜査対象となったことで職を失い、裁判費用で多額の資産を失う人も出たため、21世紀の異端審問・現代の魔女狩りといった様相を呈した。例えば、自称「被害者」の訴えで誤認逮捕されたフリーランス司会者のポール・ガンバチーニは、警察が自分が無罪となったことを陪審員達に知られないように、注目を集める他の著名人の性的違法行為の事件が終わるまで何度も保釈が延長されたのではないかと主張し、自分は警察による「魔女狩り」の被害者であると語っている。

## 関連作品
- Exposure（英語版）（Exposure: The Other Side of Jimmy Savile） - イギリスITV制作（2012年10月3日放送、50分）[25]
- ジミー・サビル: 人気司会者の別の顔 - Netflixオリジナルドキュメンタリー（2022年公開、171分）
- The Reckoning（英語版） - BBC制作のドラマ、全4話（2023年10月放映）[26]、主役のサヴィル役をスティーヴ・クーガンが演じた[27]。